# Hydrophoria trivittata
Hydrophoria trivittata är en tvåvingeart som först beskrevs av Zetterstedt 1860.  Hydrophoria trivittata ingår i släktet Hydrophoria och familjen blomsterflugor.
Artens utbredningsområde är Sverige. Inga underarter finns listade i Catalogue of Life.